# Мотуз Іван Хомич
Іва́н Хоми́ч Моту́з (1918—1979) — полковник ЗС СРСР, Герой Радянського Союзу.

## Життєпис
Народився 1918 року в селі Перещепине (нині місто Самарівського району Дніпропетровської області). Закінчив 8 класів, працював сверлильником на вагонобудівельному заводі «Світлофор», учився в Дніпропетровському аероклубі. В грудні 1938 року по спеціальному набору РК ВЛКСМ призваний в РА. 1940 року закінчив Качинську воєнну авіаційну школу льотчиків.
З 22 червня 1941 року молодший лейтенант Мотуз на фронтах нацистсько-радянської війни — пілот 20-го винищувального авіаційного полку. До грудня 1941-го — командир ланки, згодом назначений заступником командира ескадрильї; літав на Як-1 і Як-7.
13 серпня 1942 року в повітряному бою з 4 винищувачами противника зазнав поранення в праву руку і ногу, однак зумів приземлити пошкоджений літак на свій аеродром. Лікувався довго, лише до весни 1943 року повернувся в полк і продовжив бойову роботу.

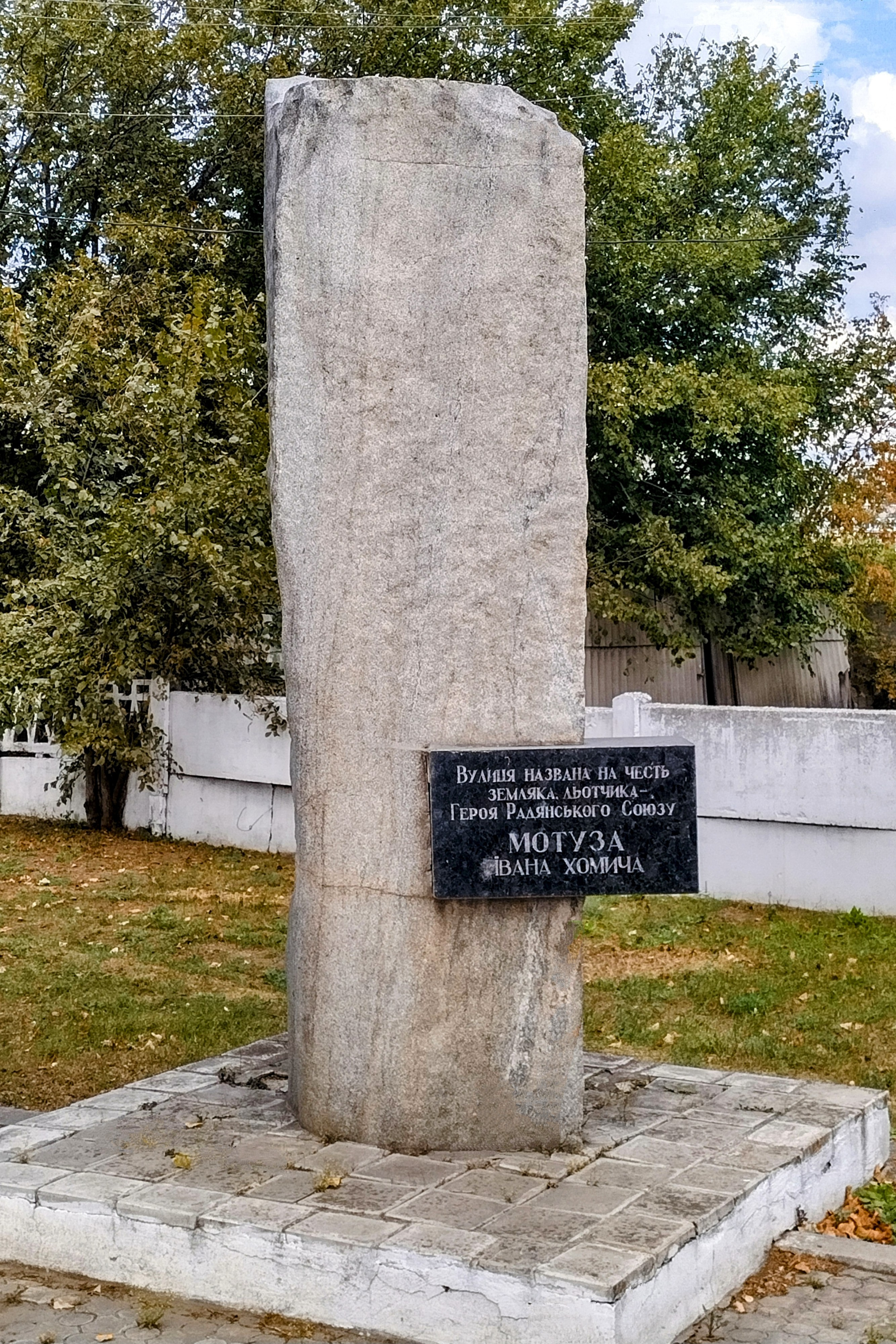
Пам'ятний знак в місті Перещепине на честь Івана Мотуза

До травня 1943 року — командир ескадрильї 744-го винищувального авіаційного полку (240-ва винищувальна авіаційна дивізія, 6-та повітряна армія, Північно-Західний фронт). Капітан Іван Мотуз здійснив до 400 бойових вильотів, провів 89 повітряних боїв, особисто збив 6 і в складі групи 12 літаків противника.
26 серпня 1943-го вибув з полку в Управління кадрів ВПС РСЧА; більше не брав участі в бойових діях. До того часу здійснив приблизно 450 бойових вильотів, провів близько 100 повітряних боїв, в яких збив особисто 7 і у складі групи 12 літаків противника. Воював на Південно-Західному, Західному, Південному, Брянському, Північно-Західному і Ленінградському фронтах.
Після закінчення війни продовжував служити в ВПС. 1951 року закінчив Військово-Повітряну академію. Був командиром полку, заступником командира дивізії. З 1971 року гвардії полковник Мотуз — в запасі.
Жив і працював у Москві. Помер 28 квітня 1979 року. Похований в Перещепиному.

## Нагороди
- орден Леніна (24.08.1943; № 1114)
- ордени Червоного Прапора (7.11.1941, 13.2.1942, 12.7.1942)
- два ордени Червоної Зірки
- медалі
- 2000 року в Перещепиному встановлено пам'ятний знак Івану Мотузу.